# Строитель Сольнес
Строи́тель Со́льнес — пьеса Генрика Ибсена.
Действие происходит в доме строителя Сольнеса.

## Персонажи
- Строитель Халвар Сольнес
- Фру Алина Сольнес, его жена.
- Доктор Хердал — домашний врач
- Кнут Брувик — бывший архитектор, теперь помощник Сольнеса
- Рагнар Брувик — его сын, чертежник
- Кая Фосли — племянница старого Брувика, бухгалтер
- Фрёкен Хильда Вангель
- Дамы
- Уличная толпа

## Театральные постановки

### Первая постановка
- Первая постановка пьесы состоялась 19 января 1893 года в Берлине

### Известные постановки
- 1998 — Государственный драматический Театр на Литейном — режиссёр Владимир Туманов
- 2002 — Московский академический театр им. Вл. Маяковского — режиссёр Т. Ахрамкова, в роли Сольнеса — Леонид Кулагин (премьера 3 апреля).

## Экранизации
- 1960 — «Строитель Сольнес» / The Master Builder (США) — реж.: Джон Стикс
- 1966 — «Строитель Сольнес» / Baumeister Solness (ГДР) — реж.: Ханс Швайкарт
- 1981 — «Строитель Сольнес» / Baumeister Solness (Норвегия)
- 1984 — «Строитель Сольнес» / Baumeister Solness (ГДР) — реж.: Петер Цадек
- 2004 — «Строитель Сольнес» / Baumeister Solness (Австрия) — реж.: Томас Остермайер